# Gouvernement Fritch 2018
Polynésie française
Fritch III Brotherson
Le gouvernement Fritch 2018 ou gouvernement Fritch IV est le gouvernement de la Polynésie française du 23 mai 2018 au 15 mai 2023, sous la XVIIe législature de l'Assemblée.
Constitué à la suite des élections territoriales de 2018, il est formé par le parti autonomiste Tapura huiraatira et présidé par Édouard Fritch, au pouvoir à partir de 2014. Il cède le pouvoir au gouvernement Brotherson.

## Historique du mandat
Ce gouvernement est dirigé par le président de la Polynésie française autonomiste de centre droit sortant, Édouard Fritch. Il est constitué et soutenu par le Tapura huiraatira. Seul, il dispose au début de la législature de 40 représentants sur 57, soit 70 % des sièges de l'Assemblée de la Polynésie française.
Il est formé à la suite des élections territoriales du 22 avril et 6 mai 2018.
Il succède donc au gouvernement Fritch 2017 ou Fritch III, constitué et soutenu dans les mêmes conditions.

## Composition

### Initiale (23 mai 2018)
| Poste                                                                                          | Titulaire | Titulaire                   | Parti  |
| ---------------------------------------------------------------------------------------------- | --------- | --------------------------- | ------ |
| Président                                                                                      |           | Édouard Fritch              | Tapura |
| Vice-président Ministre de l’Économie, des Finances, des Grands travaux et de l’Économie bleue |           | Teva Rohfritsch             | Tapura |
| Ministre du Logement et de l’Aménagement du territoire, chargé des Transports inter-insulaires |           | Jean-Christophe Bouissou    | Tapura |
| Ministre du Tourisme et du Travail, chargée des Relations avec les institutions                |           | Nicole Bouteau              | Tapura |
| Ministre de l’Économie verte et du Domaine, chargé des Mines et de la Recherche                |           | Tearii Alpha                | Tapura |
| Ministre de la Modernisation de l’administration, chargée du Numérique et de l’Énergie         |           | Tea Frogier                 | Tapura |
| Ministre de la Culture et de l’Environnement, chargé de l’Artisanat                            |           | Heremoana Maamaatuaiahutapu | Tapura |
| Ministre de la Famille et des Solidarités, chargée de l’Égalité des chances                    |           | Isabelle Sachet             | Tapura |
| Ministre de la Santé et de la Prévention, chargé de la Protection sociale généralisée          |           | Jacques Raynal              | Tapura |
| Ministre de l’Éducation, de la Jeunesse et des Sports                                          |           | Christelle Lehartel         | Tapura |
| Ministre de l’Équipement, chargé des Transports terrestres                                     |           | René Temeharo               | Tapura |

### Remaniement du17 septembre 2020
- Les nouveaux ministres sont indiqués en gras, ceux ayant changé d'attribution le sont en italique.

| Poste | Titulaire | Titulaire                            | Parti  |
| --- | --------- | ------------------------------------ | ------ |
| Président |           | Édouard Fritch                       | Tapura |
| Vice-président |           | Tearii Alpha (jusqu'au 05/11/2021)   | Tapura |
| Ministre des Finances et de l'Économie, chargé de l'Énergie, de la Protection sociale généralisée et de la Coordination de l'action gouvernementale |           | Yvonnick Raffin                      | Tapura |
| Ministre du Logement et de l’Aménagement, chargé des Transports inter-insulaires                                                                    |           | Jean-Christophe Bouissou             | Tapura |
| Ministre du Tourisme et du Travail, chargée des Transports internationaux et des Relations avec les institutions                                    |           | Nicole Bouteau (jusqu'au 08/11/2021) | Tapura |
| Ministre de l'Agriculture, de l’Économie bleue et du Domaine, chargé de la Recherche                                                                |           | Tearii Alpha                         | Tapura |
| Ministre de la Culture et de l’Environnement, chargé de la Jeunesse, des Sports et de l’Artisanat                                                   |           | Heremoana Maamaatuaiahutapu          | Tapura |
| Ministre de la Santé, chargé de la Prévention |           | Jacques Raynal                       | Tapura |
| Ministre de l'Éducation et de la Modernisation de l’administration, chargée du Numérique                                                            |           | Christelle Lehartel                  | Tapura |
| Ministre des Grands travaux, chargé des Transports terrestres                                                                                       |           | René Temeharo                        | Tapura |
| Ministre de la Famille, des Affaires sociales et de la Condition féminine, chargée de la Lutte contre l'exclusion                                   |           | Isabelle Sachet                      | Tapura |

### Remaniement du11 novembre 2021
- Les nouveaux ministres sont indiqués en gras, ceux ayant changé d'attribution le sont en italique.

| Poste | Titulaire | Titulaire                   | Parti  |
| --- | --------- | --------------------------- | ------ |
| Président |           | Édouard Fritch              | Tapura |
| Vice-président Ministre du Logement et de l’Aménagement, chargé des Transports inter-insulaires                                                                 |           | Jean-Christophe Bouissou    | Tapura |
| Ministre des Finances de l'Économie et du Tourisme, chargé de l'Énergie, de la Protection sociale généralisée et de la Coordination de l'action gouvernementale |           | Yvonnick Raffin             | Tapura |
| Ministre de l'Agriculture, de l’Économie bleue et du Domaine, chargé de la Recherche                                                                            |           | Tearii Alpha                | Tapura |
| Ministre de la Culture et de l’Environnement, chargé de la Jeunesse, des Sports et de l’Artisanat                                                               |           | Heremoana Maamaatuaiahutapu | Tapura |
| Ministre de la Santé, chargé de la Prévention |           | Jacques Raynal              | Tapura |
| Ministre de l'Éducation, du Travail et de la Modernisation de l’administration, chargée du Numérique                                                            |           | Christelle Lehartel         | Tapura |
| Ministre des Grands travaux et des Transports terrestres, chargé des Relations avec les institutions                                                            |           | René Temeharo               | Tapura |
| Ministre de la Famille, des Affaires sociales et de la Condition féminine, chargée de la Lutte contre l'exclusion                                               |           | Isabelle Sachet             | Tapura |

### Remaniement du21 février 2022
Il a ainsi été acté la recomposition ministérielle suivante :
| Poste | Titulaire | Titulaire                   | Parti  |
| --- | --------- | --------------------------- | ------ |
| Président |           | Édouard Fritch              | Tapura |
| Vice-président Ministre du Logement et de l’Aménagement, chargé des Transports inter-insulaires                                                                           |           | Jean-Christophe Bouissou    | Tapura |
| Ministre des Finances, de l’Economie, chargé de l’énergie, de la coordination de l’action gouvernementale, de la protection sociale généralisée et des télécommunications |           | Yvonnick Raffin             | Tapura |
| Ministre de l’Agriculture et du Foncier, chargé du Domaine et de la recherche                                                                                             |           | Tearii Alpha                | Tapura |
| Ministre de la Culture, de l’Environnement, des Ressources marines, chargé de l’artisanat                                                                                 |           | Heremoana Maamaatuaiahutapu | Tapura |
| Ministre des Grands travaux, des Transports terrestres, chargé des relations avec les institutions                                                                        |           | René Temeharo               | Tapura |
| Ministre de l’Education et de la Modernisation de l’administration, chargée du numérique                                                                                  |           | Christelle Lehartel         | Tapura |
| Ministre de la Santé, chargé de la prévention |           | Jacques Raynal              | Tapura |
| Ministre du Travail, des Solidarités et de la Formation, chargée de la condition féminine, de la famille et des personnes non autonomes                                   |           | Virginie Bruant             | Tapura |
| Ministre de la Jeunesse et de la Prévention contre la délinquance, chargé des Sports                                                                                      |           | Naea Bennett                | Tapura |